# Karl Diemer
Karl Diemer (* 22. März 1926 in Brackenheim; † 9. Februar 2023 in Gegenbach (Breitenberg)) war ein deutscher Kunstkritiker. Sein Bruder war der Künstler Bruno Diemer.

## Leben
Karl Diemer wurde 1926 in Brackenheim, südwestlich von Heilbronn gelegen, geboren. Er wurde zur Wehrmacht eingezogen und war Flakhelfer in Friedrichshafen. Am Ende des Zweiten Weltkriegs geriet er in amerikanische Gefangenschaft und kam so in die USA. Nach der Entlassung studierte er Philosophie, Kunstgeschichte und Germanistik an den Universitäten in Stuttgart, Mainz und Heidelberg.
Nach dem Studium ging er zu den Stuttgarter Nachrichten als Redakteur. Nach dem altersbedingten Ausscheiden blieb er der Zeitung als Mitarbeiter weiterhin bis Mitte der 1990er Jahre verbunden.
Karl Diemer, der von sich sagte, dass der Krieg ihn zum „Augenmenschen“ gemacht habe, war ein prägnanter Kunstkritiker, der die Entwicklung der Kunst ab dem Ende der 1940er Jahre sehr wachsam verfolgte. 
Die eigene Zunft war ihm nie ganz geheuer. 1971 schrieb er: „Kunstkritik ist …, was Kunstkritiker machen, besser schaffen. Sie waren nämlich schon immer im höchsten Grade aktiv. Wir wollen nicht unbescheiden sein: Es ist der jüngste Stand, dass sie die Künstler schlicht geschlagen haben. Rechtens müsste es heute heißen: ‚Kunst ist, was Kunstkritiker schaffen.‘“
Karl Diemer war verheiratet. Aus der Ehe ging ein Sohn hervor. Er starb am 9. Februar 2023 im Alter von 96 Jahren.

## Veröffentlichungen
- Über Sonntagsmaler. Oder wie naiv ist die moderne Kunst. Bilder aus der Sammlung Eisenmann 1920–1980, Stuttgart 1981.
- Figur Wiener Naturalisten, Wien 1969.